# Panonychus citri
Il nuovo ragno rosso (Panonychus citri Mc Gregor, 1916), meglio conosciuto come ragno rosso degli agrumi è un acaro tetranichide, molto simile nell'aspetto al comune ragnetto rosso che vive prevalentemente a spese degli agrumi, di cui attacca sia le foglie che i giovani frutti.